# Javi Varas
Javi Varas est un footballeur espagnol, né le 10 septembre 1982 à Séville en Espagne. Il évolue comme gardien de but.

## Biographie
Javi Varas possède un parcours atypique et arrive très tard dans le professionnalisme.
Il débute en sénior au AD Nervión, club local sévillan. En 2003, âgé de 21 ans, il rejoint l'équipe C du Séville FC. Les deux premières saisons, il est prêté à des clubs régionaux, l'AD San José et le CD Alcalá.
En 2006, il intègre l'équipe B qui évolue en Segunda Division B, équipe B promue en Liga Adelante à la fin de la saison. En 2007, il devient parallèlement le troisième gardien de l'équipe première.
Il signe son premier contrat professionnel en 2008, à l'âge de 26 ans, et devient la doublure d'Andrés Palop après le départ de David Cobeño. Il débute en Liga le 17 janvier 2009 par un clean sheet contre le CD Numancia.
Lors de la saison 2010-2011, il profite de la blessure de Palop pour disputer plus de vingt matchs toutes compétitions confondues.

## Palmarès
- Séville FC
  - Vainqueur de la Coupe du Roi d'Espagne en 2010